# Trentepohlia (Anchimongoma) angusticincta
Trentepohlia (Anchimongoma) angusticincta is een tweevleugelige uit de familie steltmuggen (Limoniidae). De soort komt voor in het Australaziatisch gebied.